# Tramlijn 10 (Amsterdam)
 Tramlijn 10 is een voormalige tramlijn in Amsterdam. Tot 22 juli 2018 reed deze op de route Westergasfabriek (Van Hallstraat) – Leidseplein – Weesperplein – Azartplein. Na 118 jaar (lijnnummer 115 jaar) kwam het einde voor deze tramlijn, die sinds 1900 de verbinding tussen het Marnixplein en het Leidseplein via de Marnixstraat had verzorgd.

## Beknopte geschiedenis
De Amsterdamse tramlijn 10 was de oudste elektrische Amsterdamse tramlijn. Op 14 augustus 1900 reden de eerste elektrische trams op een deel van de latere lijn 10 tussen Leidseplein en Haarlemmerplein, via de Marnixstraat. Kort daarna werd de lijn verlengd naar de Planciusstraat en in 1907 naar het Kringspoor (Zoutkeetsgracht).

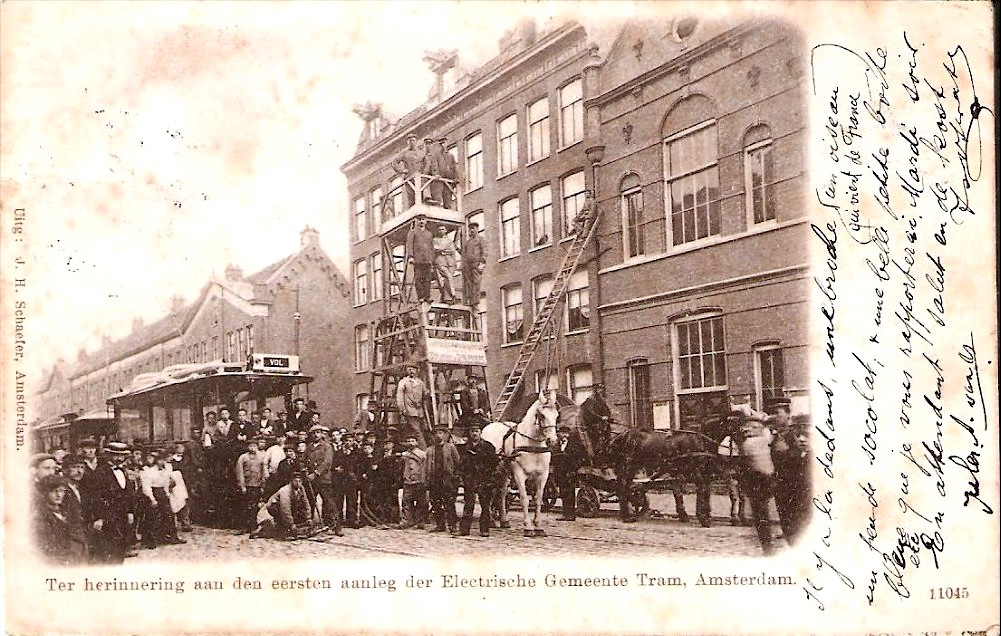
Elektrificatie van de tramlijn Leidseplein - Haarlemmerplein in de Marnixstraat, de latere tramlijn 10; augustus 1900.

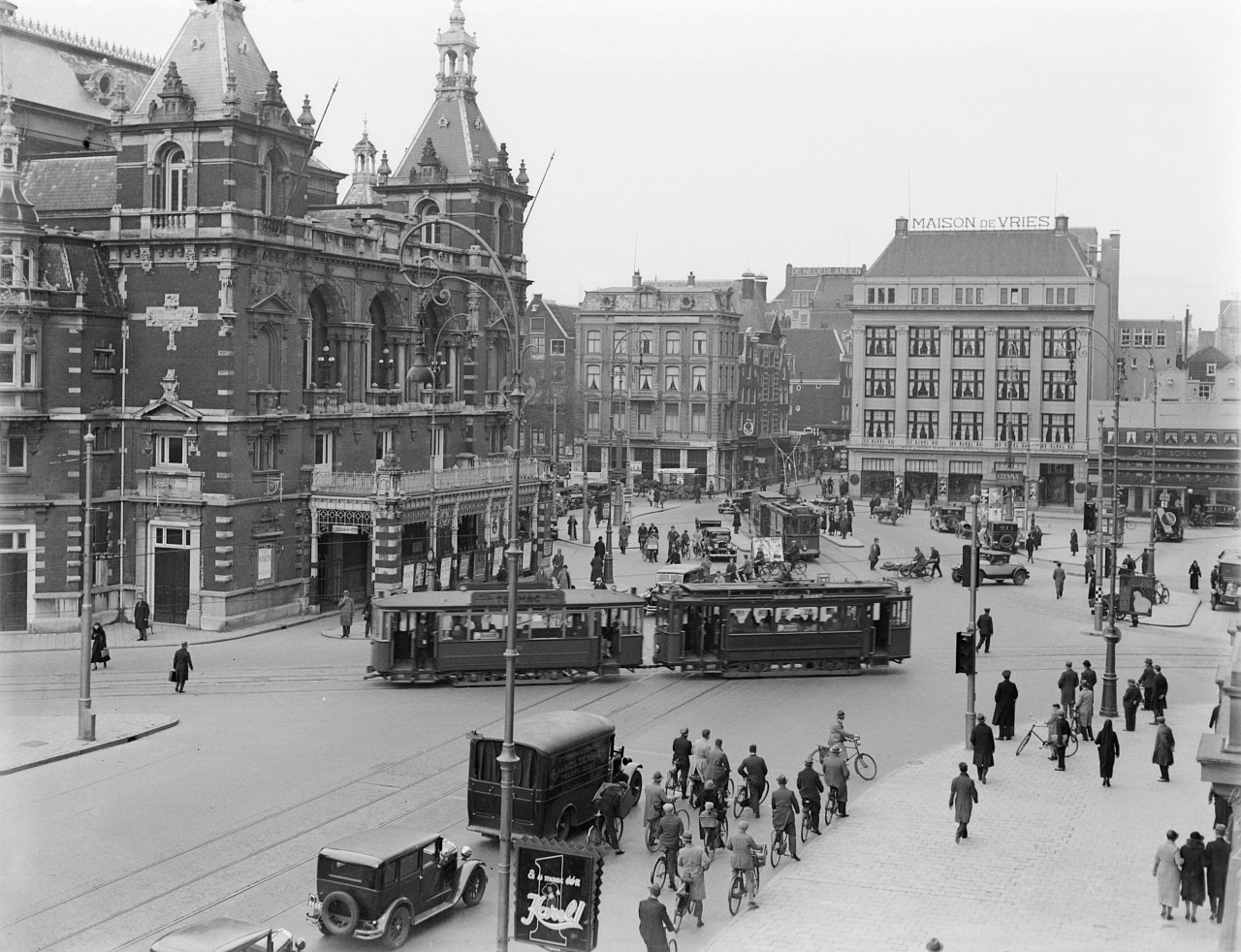
Een tramstel van lijn 10 passeert de Stadsschouwburg op het Leidseplein; 1934.

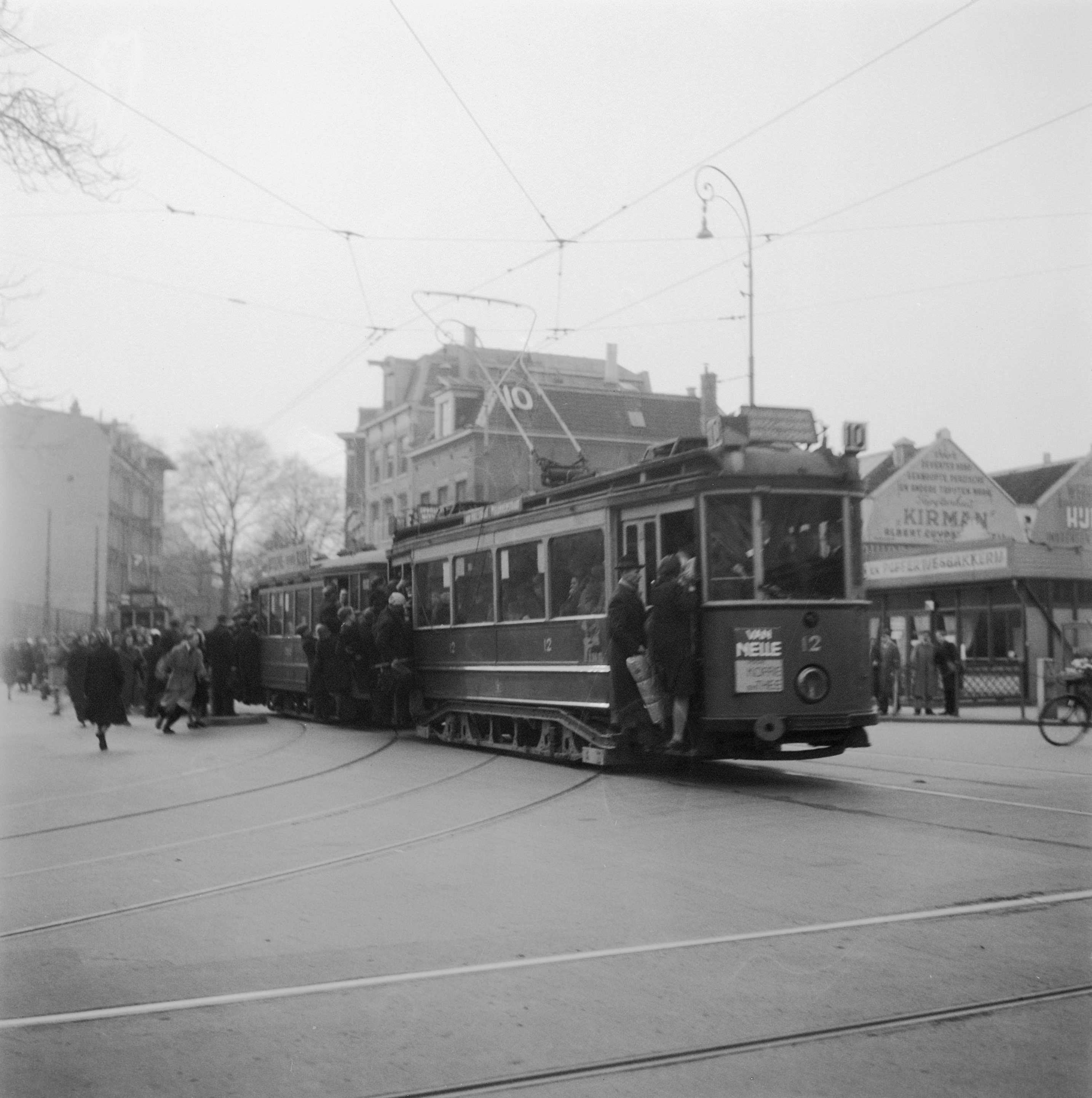
Kort na de Tweede Wereldoorlog reden enige tijd ook de ex-Utrechtse trams op lijn 10. Hier motorwagen 12 op de Weteringschans; 4 april 1946.

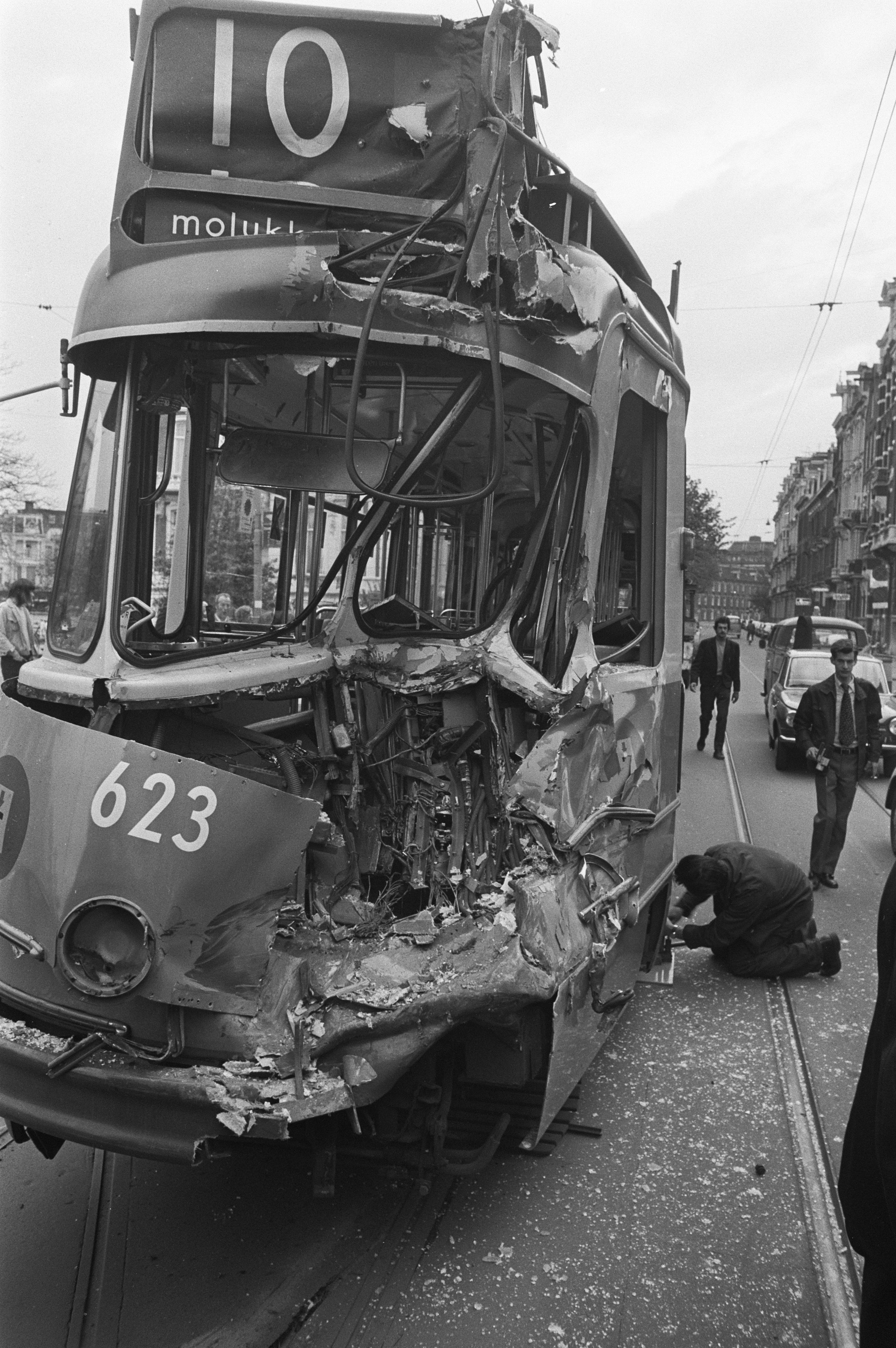
3G wagen 623 van lijn 10 na een zeer zware aanrijding met 6G wagen 674, 6 mei 1972

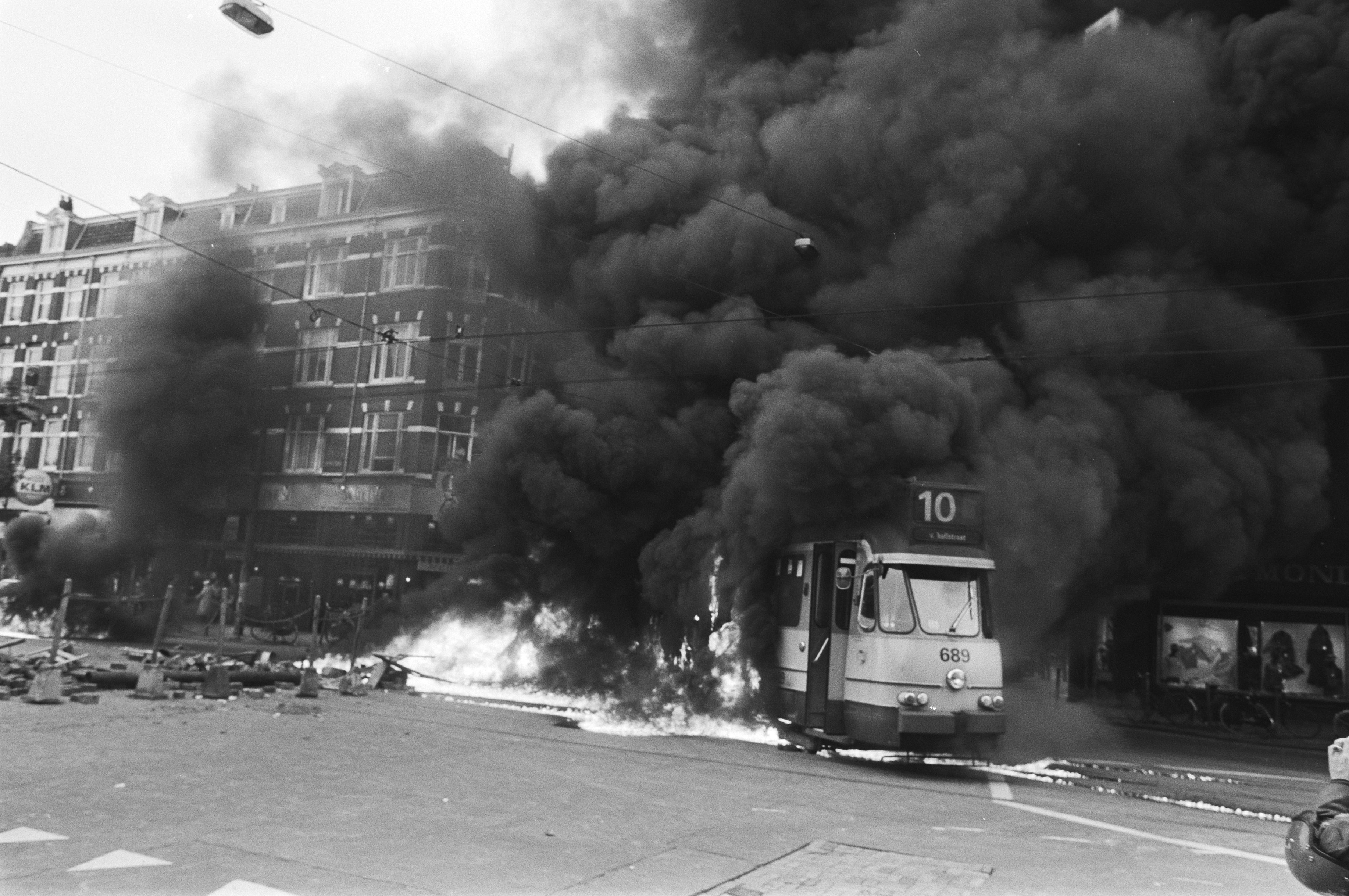
Tramstel 689 brandde uit tijdens omleiding bij de ontruiming van kraakpand Lucky Luyk in 1982.

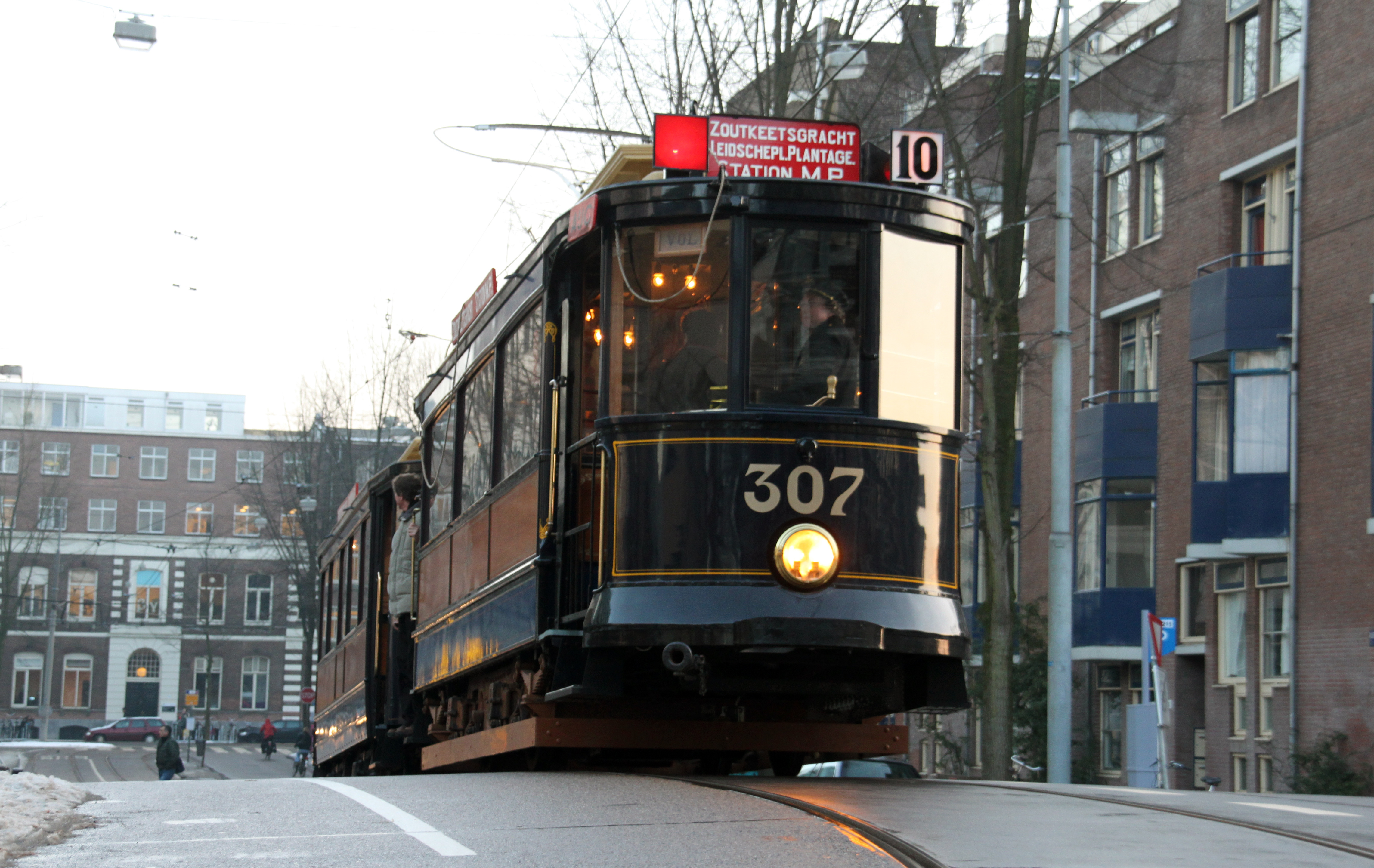
Lijn 10 reed bepaalde tijd via de Roetersstraat.

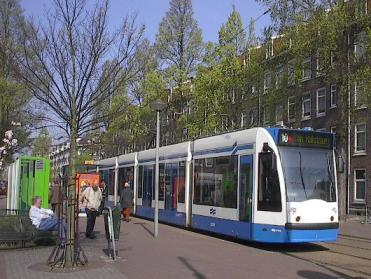
Combino in de Borneostraat aan de halte Javaplein, waar lijn 10 reed van 1940 tot 2004.

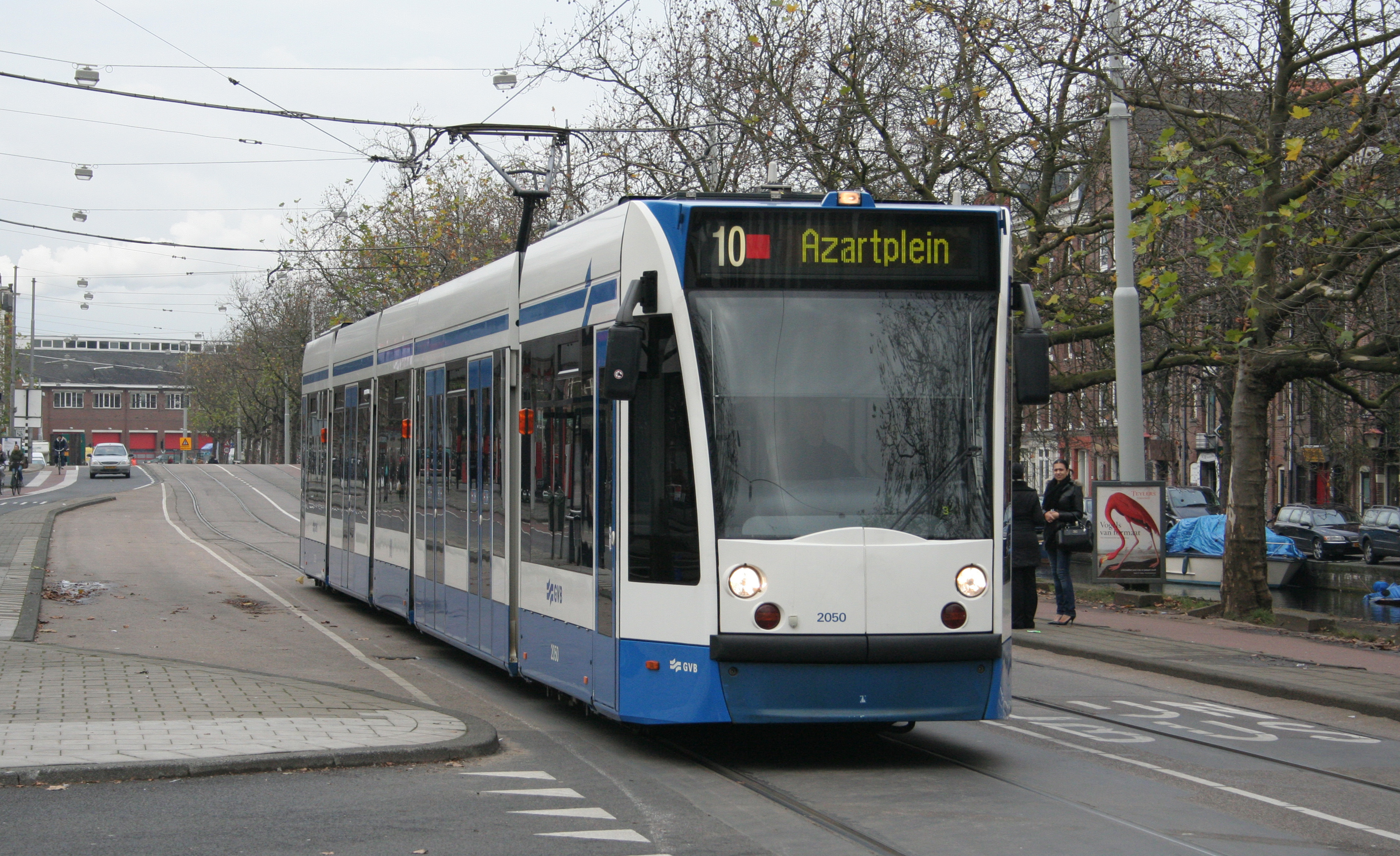
Tramlijn 10 in de Marnixstraat.

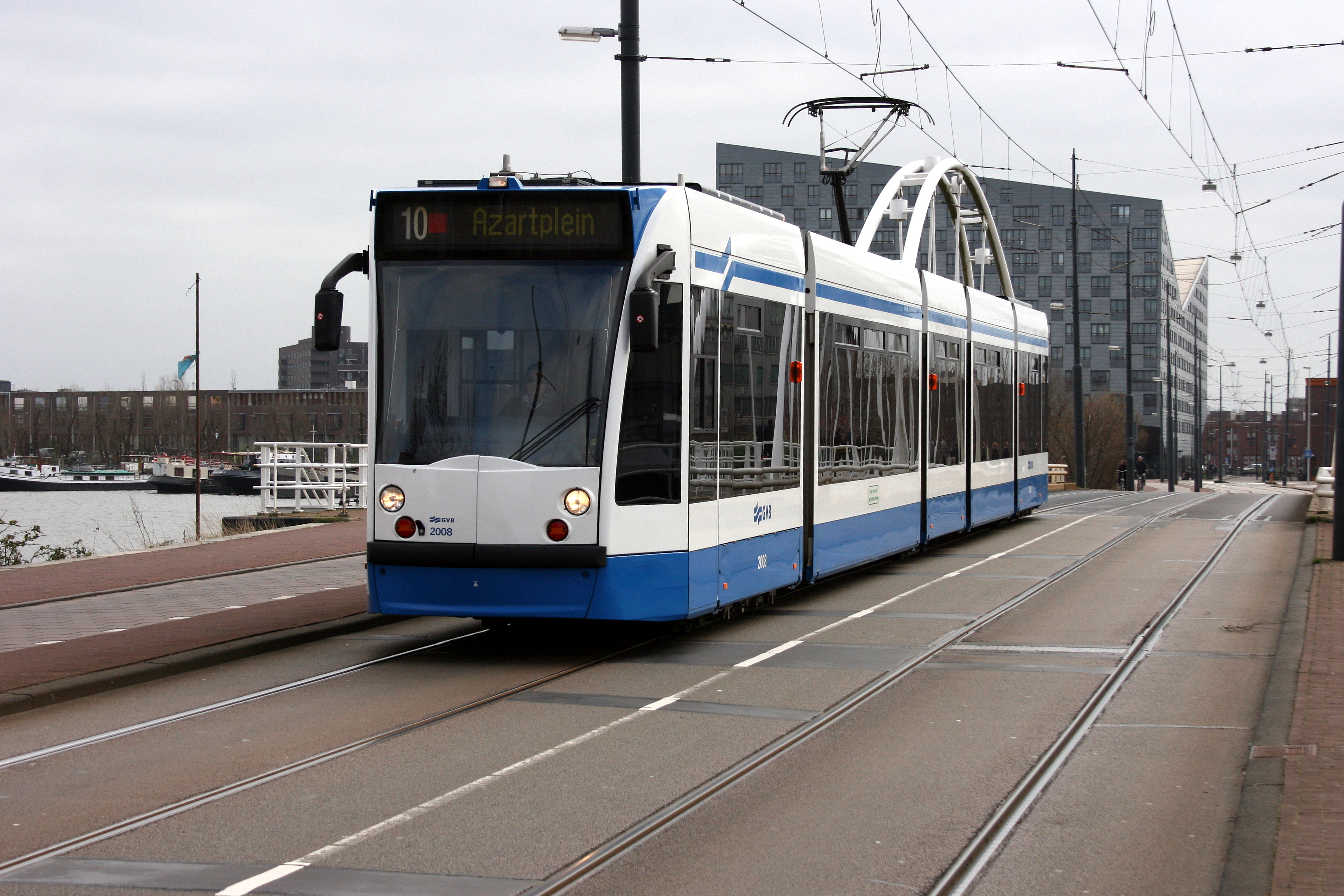
Combino 2008 op lijn 10 op de Blauwehoofdbrug.

Vanaf 1903 zijn de trams van lijnnummers voorzien. De tot dan toe nummerloze lijn voerde voortaan het nummer 10. In 1904 werd lijn 10 verlengd vanaf het Leidseplein via Weteringschans – Sarphatistraat – Roetersstraat – Plantage Middenlaan – Alexanderplein – Linnaeusstraat – Van Swindenstraat.
In 1925 werd de route via de Roetersstraat verlaten. Voortaan reed lijn 10 de gehele Sarphatistraat rechtuit tussen Weesperplein en Alexanderplein.
Vanaf 1940 werd de route naar de Van Swindenstraat verlaten en kreeg lijn 10 vanaf de Mauritskade de route via Zeeburgerdijk – Borneostraat – Molukkenstraat.
In 1942 werd lijn 10 aan de westzijde gewijzigd: als gevolg van de opheffing van lijn 14 nam lijn 10 de route van deze lijn over vanaf de Marnixstraat via Frederik Hendrikplantsoen – Van Limburg Stirumstraat – Van Hallstraat.
In 1961 keerde lijn 10 terug op de route Roetersstraat – Plantage Middenlaan, nadat lijn 7 was verlegd naar het Amstelstation. In de zomer van 1962 werd lijn 10 in verband met personeelsgebrek (evenals lijn 3) ingekort tot het Frederik Hendrikplantsoen en vervangen door een tijdelijke buslijn 6. In later jaren werd de lijn nog enkele malen ingekort tot dit punt (onder meer eind 1980) door werkzaamheden aan de brug over de Kattensloot.
In 1972 verdween lijn 10 uit de Roetersstraat en reed als gevolg van de metrobouwwerkzaamheden bij het Weesperplein voortaan om via Rhijnspoorplein – Mauritskade – Spinozastraat – Sarphatistraat – Alexanderplein. Deze route kreeg de bijnaam Ponsebaan naar de bedenker hiervan, WOVAA-lid Jan Ponse. In tegenstelling tot het GVB achtte hij het wel mogelijk deze baan aan te leggen die onder meer voerde over een voormalige spoorbrug en tevens van 1906 tot 1940 de route van tramlijn 3 was geweest.
In 1976 werd deze route weer verlaten tijdens renovatie van de Hogesluis over de Amstel. Lijn 10 reed tijdelijk om via de Ceintuurbaanbrug. In 1977 keerde lijn 10 terug op de Hogesluis en bereed voortaan de Sarphatistraat weer over de gehele lengte, net als voor 1961. In het oorspronkelijke GVB bedrijfsplan 1977 zou er een versterkingslijn (6, 10E of 20) worden ingesteld in de drukste uren tussen het Marnixplein en het Weesperplein. Na debatten in de gemeenteraad in het voorjaar van 1977 werd hiervan afgezien en werden de wagens verdeeld over alle binnenringlijnen. Van april tot en met oktober 1978 werd lijn 10 ingekort tot het Tropenmuseum in verband met rioolwerkzaamheden op de Zeeburgerdijk.
In 1980 werd lijn 10 vanaf de Molukkenstraat verlegd via de Insulindeweg naar het Flevopark. Dit was noodzakelijk omdat de lus door de buurtstraten door stadsvernieuwing kwam te vervallen en daardoor ook het laatste stuk in de Molukkenstraat. In 1986 ging lijn 10 samen met lijn 6 een grote lus door de Indische Buurt berijden. Tot 1989 gingen beide lijnen op het Javaplein in elkaar over. Daarna werden zij weer losgekoppeld en ging lijn 10 een grote lus met de klok mee door de Indische Buurt berijden. Lijn 6 bereed toen deze lus tegen de klok in. In 1998 nam lijn 7 deze route van lijn 6 over. Deze situatie bleef bestaan tot 2004, toen lijn 10 vanaf het Alexanderplein de nieuwe route ging berijden via Sarphatistraat – Czaar Peterstraat – Rietlandpark – Oostelijk Havengebied – Azartplein.
Het eindpunt in de Van Hallstraat was gelegen midden in de straat met een vluchtheuvel met ruimte voor één tram. Rond 2000 werd het eindpunt verplaatst naar de zijkant van de straat en kreeg dubbelspoor waarbij een volgende tram niet meer in de zijstraat behoefde te wachten. Alhoewel het eindpunt zich nog steeds in de Van Hallstraat bevindt, en deze straat ook op de haltevertrekstaat wordt genoemd, wordt het eindpunt sinds de jaardienst 2015 aangeduid als "Westergasfabriek" en daarvoor een jaar lang als "Westerpark".
Op 22 juli 2018, de dag dat de exploitatie op de Noord/Zuidlijn startte, werd lijn 10 opgeheven. Lijn 5 heeft het traject van het Westergasfabriek tot Leidseplein overgenomen en lijn 7 heeft het traject overgenomen tussen het Leidseplein en Azartplein.

## Trivia
In 1983 bracht Drukwerk een single uit met de titel "Lijn 10" die langs de geboorteplaats van Harry Slinger reed.